# Cottage Grove, Oregon
Cottage Grove är en stad (city) i Lane County i Oregon. Vid 2020 års folkräkning hade Cottage Grove 10 574 invånare.

## Kända personer från Cottage Grove
- Dennis Dunaway, musiker